# سالم بن لادن
كان سالم بن لادن (4 يناير 1946 – 29 مايو 1988) مستثمر ورجل أعمال سعودي. وكان سالم يعد الابن البكر لمحمد بن لادن مؤسس مجموعة بن لادن والأخ غير الشقيق لزعيم تنظيم القاعدة أسامة بن لادن. تلقى تعليمه في ميلفيلد وتولى مسؤولية رب الأسرة بعد وفاة والده عام 1967. تمامًا مثل والده، أشاد بعلاقة آل بن لادن مع الأسرة الملكية في السعودية. وقدم الوسائل والدعم للأسرة خلال حادثة الحرم المكي 1979. قتل يوم 29 مايو 1988 حين تحطمت طائرته الخاصة في سان أنتونيو بولاية تكساس الأمريكية. يذكر أن والده محمد بن لادن قد قتل أيضًا بسبب حادث تحطم طائرته الخاصة من نوع بيتش كرافت 18، أثناء محاولة هبوط الطائرة في مهبط وعر على أحد جبال خميس مشيط في منطقة عسير جنوب غرب السعودية وذلك في 3 سبتمبر 1967. أمتلك سالم منزلاً في أورلاندو بفلوريدا حيث كان غالبًا يقضي عطلاته.